# Trace Adkins
Pour les articles homonymes, voir Adkins.
Trace Adkins est un acteur et chanteur américain de country né en 1962 à Sarepta en Louisiane.

## Biographie
Il fit ses débuts en 1995 avec l'album "Dreamin' out loud", enregistré au Capital Records à Nashville. Depuis lors, Adkins a enregistré plus de 7 autres albums studios, et deux compilations de ses meilleurs titres. De plus, 20 de ses singles sont apparus au classement Billboard en musique country, ce qui inclut "This aint no thinking thing", "Ladies love country boys", et "You're gonna miss this", parus respectivement en 1997, 2007, 2008. "I left something turned at home" parut quant à lui au No. 1 de la charte canadienne de musique country.
Tous sauf un de ses albums studios ont été récompensés de la certification or ou platine aux États-Unis, et son album le mieux vendu date de 2005 Songs about me, qui a été récompensé de la certification platine deux fois, pour la vente de deux millions d'exemplaires.
Il a aussi fait plusieurs apparitions à la télévision. En effet, il a fait partie du jury de deux jeux télévisions, « Hollywood squares », et « Pyramid », mais fut également finaliste dans l'émission « The celebrity apprentice ». Adkins a fait la voix-off dans une publicité télévisée pour la chaîne alimentaire de fast food KFC. Il est également apparu dans plusieurs films tels que La Défense Lincoln. Le chanteur a aussi écrit son autobiographie intitulée A Personal Stand: Observations and Opinions from a Free-Thinking Roughneck, publiée à la fin de l'année 2007. 
Il fait également partie des nombreux chanteurs et groupes américains qui donnent un concert hommage au groupe de rock sudiste Lynyrd Skynyrd le 12 novembre 2014 au Fox Theatre d'Atlanta.

## Jeunesse
Adkins naquit à Sarepta dans le nord de la Louisiane. Ses parents sont Aaron Adkins, travailleur dans un moulin, et feue Peggy Carraway. Son oncle était un musicien chrétien; James W. Carraway (1923-2008). Adkins a des ancêtres Anglais, et Irlandais. Son intérêt pour la musique lui est venu très jeune, quand son père lui apprit à jouer de la guitare. Au lycée, il fit partie d'un groupe de gospel nommé « New Commitments ». Plus tard, Adkins étudia à « Louisiana Tech University », où il joua également en tant que défenseur pour la « Buldogs football team ».
Après ses études, il travailla dans une station pétrolière. Il perdit le petit doigt de sa main gauche en tentant d'ouvrir un seau à l'aide d'un couteau, et demanda aux docteurs de le lui remettre en place, afin qu'il puisse continuer à jouer de la guitare.
Adkins joua ensuite dans les bordels de Nashville, dans le Tennessee des années 1990. C'est là qu'un des représentants de « Capital Records » l'a d'ailleurs déniché. Évidemment, Adkins signa chez eux, peu de temps après.
Actuellement, Adkins est marié à Rhonda Forlaw, sa troisième épouse avec qui il a trois filles. De plus, le chanteur a également deux filles issues de son premier mariage. 
Comme certains acteurs, parmi lesquels les français Richard Darbois et Jean-Pierre Marielle, il possède une voix caverneuse.

## Discographie

### Albums studio
- 1996 : Dreamin' Out Loud
- 1997 : Big Time (21 octobre 1997)
- 1999 : More (2 novembre 1999)
- 2001 : Chrome (9 octobre 2001)
- 2003 : Comin' On Strong (2 décembre 2003)
- 2005 : Songs About Me (22 mars 2005)
- 2006 : Dangerous Man
- 2008 : X
- 2010 : Cowboy's Back In Town
- 2011 : Proud To Be Here
- 2013:  love will
- 2017 : Something's Going On ( Mars.2017 )
- 2021 :  the way i wanna go

### Compilations
- 2003 : Greatest Hits Collection, Vol. 1
- 2007 : American Man: Greatest Hits Volume II
- 2010 : The Definitive Greatest Hits: 'Til the Last Shot's Fired
- 2012 : 10 Great Songs

## Filmographie

### Cinéma
- 1987 : Square Dance : Membre du groupe Bayou
- 2008 : Trailer Park of Terror : The Man
- 2008 : An American Carol : Trace Adkins
- 2010 : Tough Trade  : Scared
- 2010 : Lifted : Jimmy Knox
- 2011 : La Défense Lincoln : Eddie Vogel
- 2012 : La Première Chevauchée de Wyatt Earp : Mifflin Kenedy
- 2013 : A Country Christmas : Sheriff Arrington
- 2013 : The Virginian : L'avocat Lincoln
- 2014 : Crise de mères : Bones
- 2014 : Palominas: Guilt Roads
- 2016 : Traded : Ty Stover
- 2016 : Deepwater : Massive Man
- 2016 : Stagecoach: The Texas Jack Story de Terry Miles : Texas Jack
- 2017 :  Wild Bill  : Phil Poe
- 2018 : I Can Only Imagine : Brickell
- 2019 : Badland de Justin Lee : Général Corbin Dandridge
- 2021 : Apache Junction de Justin Lee : Capitaine Hensley
- 2021 : Old Henry : Al
- 2022 : Maneater : Harlan
- 2022 : Desperate Riders de Michael Feifer : Thorn, le hors-la-loi
- 2023 : Among Wolves de Justin Lee : Michael